# Zone de conservation du paysage Ormø–Færder
La zone de conservation du paysage Ormø–Færder  est une ancienne réserve naturelle norvégienne qui est située dans le municipalité de Færder, dans le comté de Vestfold.

## Description

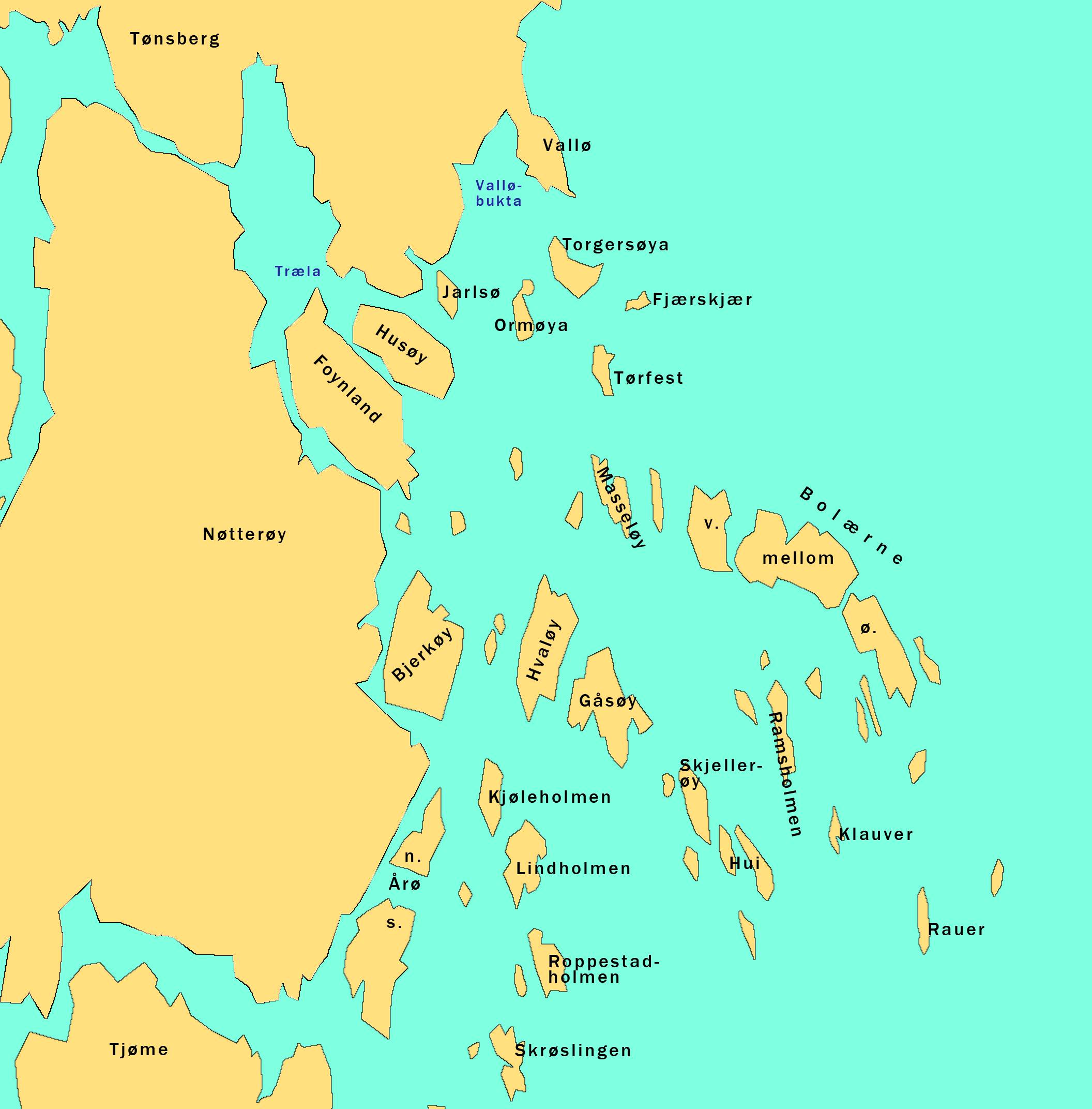
Archipel de Nøtterøy

Cette ancienne zone de conservation du paysage, établie par le roi en cabinet le 30 juin 2006, avec certains ajustements, a été re-réglementée en tant que parc national de Færder à partir d'août 2013. La zone comprenait de grandes parties de l'archipel le plus à l'est dans les municipalités de Nøtterøy et Tjøme.
La zone de conservation du paysage comprenait un grand nombre d'îles plus grandes et plus petites, ainsi que la zone maritime entre elles. Cela s'applique à Ormøy, Bjerkøy, Bolærne, Rauer, Roppestadholmen, Søndre Årø, Tristein, Leistein, Mostein, Burøy, Frougen, Ildverket, Busteinene, Sandø, Store Færder et autres .
Dans le cadre de la création de la zone de conservation du paysage Ormø–Færder, plusieurs anciennes zones de conservation de la nature à Tjøme ont été supprimées.